# Nyugat-afrikai sertésfogú hal
A nyugat-afrikai sertésfogú hal (Chaetodipterus lippei) a sugarasúszójú halak (Actinopterygii) osztályának sügéralakúak (Perciformes) rendjébe, ezen belül a sertésfogúhal-félék (Ephippidae) családjába tartozó faj.

## Előfordulása
A nyugat-afrikai sertésfogú hal előfordulási területe az Atlanti-óceán keleti felének a középső térségében, azaz Nyugat-Afrika mentén van. Szenegáltól egészen Angoláig megtalálható. A Niger folyó torkolatában is megtalálták.

## Megjelenése
Ez a halfaj általában 20 centiméter hosszú, de elérheti a 31 centiméteres hosszúságot is. A különleges alakja miatt, melyhez hozzájárul a tompa pofája, kis szája, magas homloka, valamint a nagy hátulsó hátúszója és hasúszója, a nyugat-afrikai sertésfogú hal a hosszánál magasabbnak tűnik. Testén az alapszín ezüstös-sárga; rajta több függőleges, sötét sáv látható. A mellúszói feketében végződnek. Az elülső hátúszója elvékonyodott és magasabb, mint a hátulsó hátúszó.

## Életmódja
Trópusi, tengeri hal, amely a brakkvízbe is beúszik. Általában 10-50 méteres mélységek között él. Főleg a homokos és iszapos mederfenék közelében tartózkodik. Táplálékát fenéklakó gerinctelenek alkotják.

## Felhasználása
Az akváriumok számára ipari mértékben fognak be belőle.